# William Eden (7e baronnet)
Pour les articles homonymes, voir Eden.
William Morton Eden (4 avril 1849 - 20 février 1915) est un aristocrate et homme politique britannique. Son troisième fils, Anthony Eden, 1er comte d'Avon, est premier ministre du Royaume-Uni.

## Jeunesse

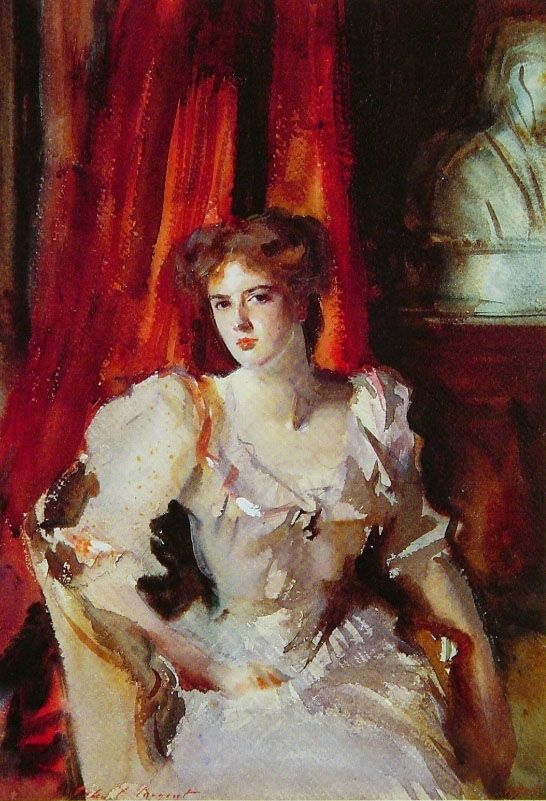
Portrait de sa femme, Sybil Frances Grey, par John Singer Sargent, 1905.

William Morton Eden est né à Windlestone Hall dans le comté de Durham le 4 avril 1849. Il est le deuxième fils de onze enfants nés d'Elfrida Susanna Harriet Iremonger (1825-1885) et de William Eden, 4e baronnet (1803-1873), qui est décrit comme « un homme sobre et pieux ».
Du côté paternel, il a de nombreux parents éminents dont sa tante Caroline Eden Parker (épouse du vice-amiral Hyde Parker (en)), et ses oncles, Robert Eden (Évêque de Moray, Ross et Caithness et Primat de l'Église épiscopale écossaise), le général George Morton Eden, et le vice-amiral Charles Eden (en), Second Naval Lord. Son grand-père maternel est William Iremonger, du prieuré de Wherwell.
Après la mort de son oncle de vingt ans, Frederick Eden devient 3e baronnet, en 1814, son père alors âgé de onze ans (le deuxième fils de l'érudit et défenseur de la justice sociale Frederick Eden, 2e baronnet) devient le 4e baronnet du Maryland. La baronnie du Maryland a été créée en 1776 pour son arrière-grand-père, Robert Eden, le dernier gouverneur royal du Maryland. En 1844, le père de William lui succède également en tant que 6e baronnet de West Auckland après la mort de son cousin germain, Robert Johnson-Eden, 5e baronnet. La baronnie de West Auckland a été créée en 1672 pour Robert Eden, député du comté de Durham, dont le père est un partisan royaliste pendant la guerre civile anglaise.
À la mort de son père le 21 octobre 1873, il devient le 7e baronnet de West Auckland et le 5e baronnet du Maryland car son frère aîné meurt sans descendance masculine avant lui.

## Carrière
William Eden, qui est décrit comme un homme excentrique et souvent colérique, est un ancien colonel et magistrat local. Il est aussi un aquarelliste de talent et expose régulièrement à Londres et à Paris. Il est également un collectionneur d'œuvres impressionnistes, et possède un dessin à la craie de Giovanni Battista Piazzetta, c. 1750 -1754, qui fait aujourd'hui partie de la collection de la Morgan Library and Museum de New York. Il est cornette dans le 8e hussards.
Il est connu comme un voyageur audacieux lors de son Grand Tour. C'est un sportif qui est maître de la chasse de Durham et jardinier.

## Vie privée

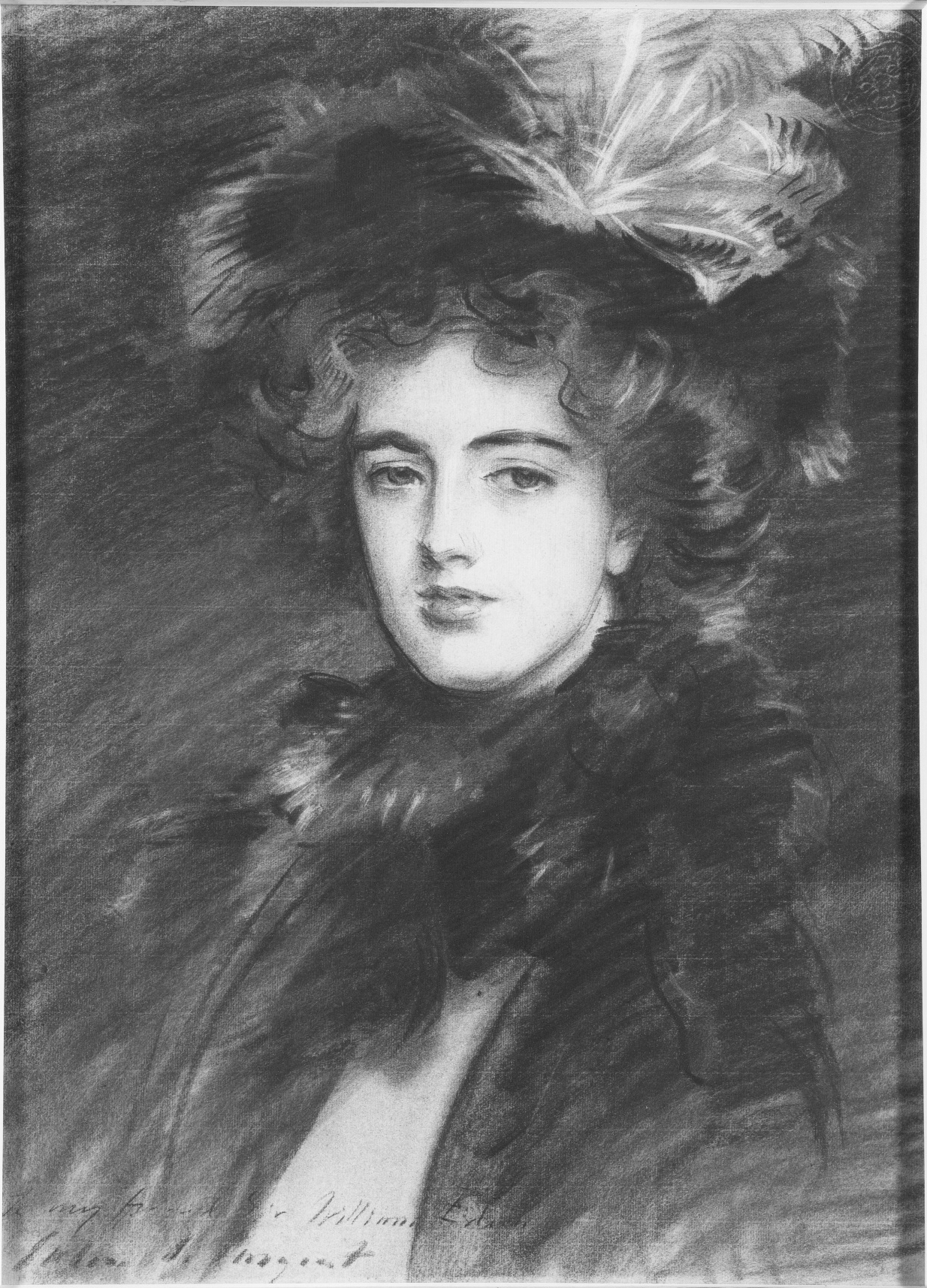
Sa fille unique, Marjorie Eden, Lady Brooke, plus tard comtesse de Warwick, par John Singer Sargent.

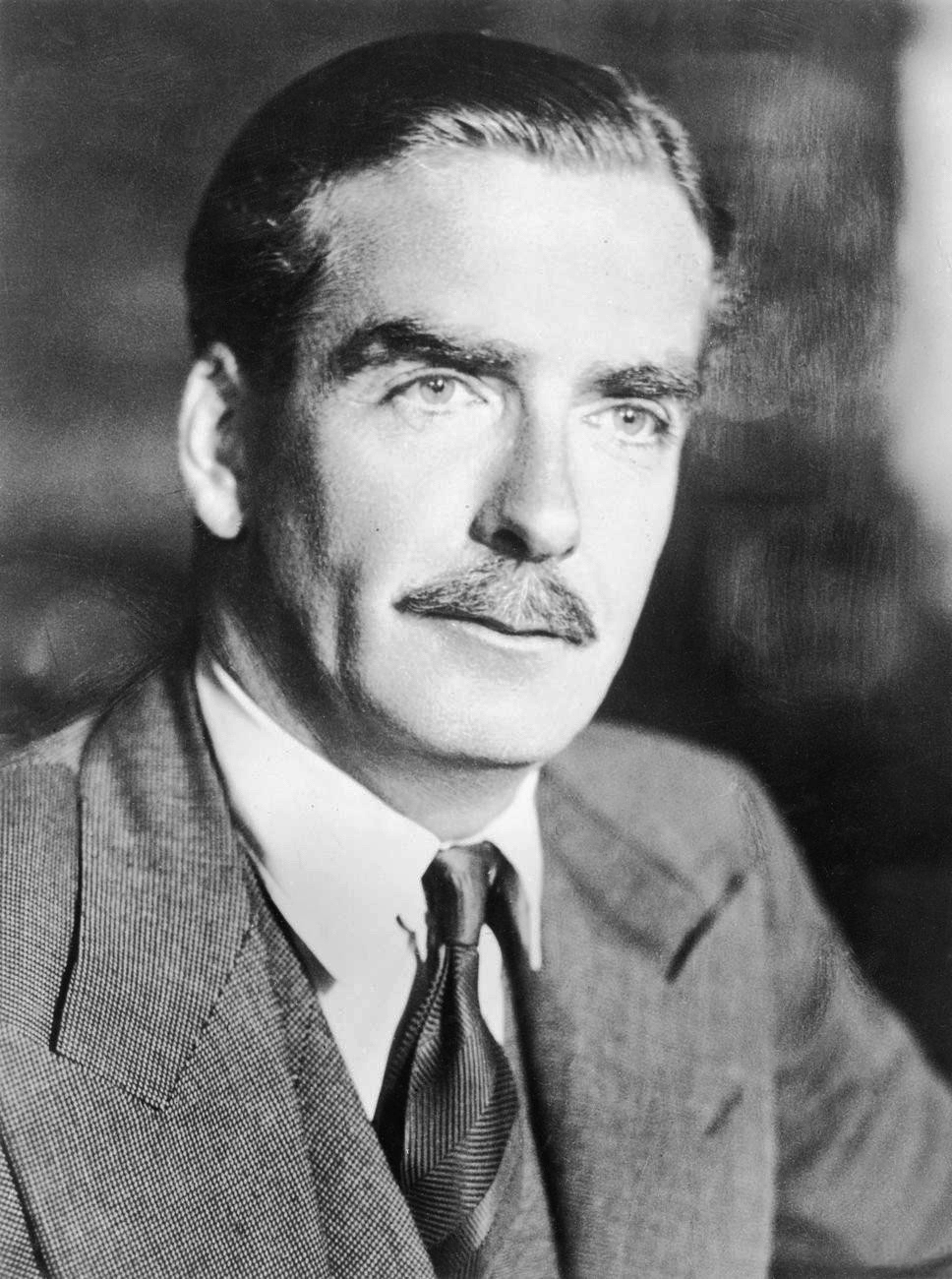
Son troisième fils, Anthony Eden, 1er comte d'Avon, qui est Premier ministre du Royaume-Uni.

En 1886, il se marie avec Sybil Frances Grey (1867-1945), fille de William Grey et membre de la célèbre famille Grey de Northumberland. Après leur mariage, ils vivent à Windlestone Hall et sa femme est une figure populaire. Cependant, sa prodigalité aurait ruiné la fortune familiale. Ensemble, ils ont cinq enfants qui ont survécu à la petite enfance, dont :
- Elfrida Marjorie Eden (1887-1943)[12] qui épouse Leopold Greville, 6e comte de Warwick, le fils de Francis Greville, 5e comte de Warwick et sa femme Daisy Greville de Warwick[13].
- John "Jack" Eden (1888-1914), qui est tué au combat en 1914[14].
- Timothy Calvert Eden, 8e et 6e baronnet (1893-1963), un homme beau mais de mauvaise humeur que Rab Butler qualifie de « baronnet à moitié fou, à moitié belle femme »[15],[16] Il écrit un livre sur son père[17].
- Anthony Eden (plus tard 1er comte d'Avon) (1897-1977), qui est premier ministre du Royaume-Uni. Il se marie deux fois, d'abord en 1923 à Beatrice Beckett, fille de Gervase Beckett. Après leur divorce en 1950, il épouse Clarissa Spencer-Churchill, fille de Jack Churchill et nièce de Winston Churchill, en 1952[18].
- Nicholas William Eden (1900-1916)[19], qui est tué lorsque le HMS Indefatigable explose et coule à la bataille du Jutland en 1916[20]. Il n'avait que seize ans et le souvenir vivace d'avoir appris sa mort est resté chez son frère Anthony pendant de nombreuses années[21].

En 1892, il commande à l'artiste américain James Abbott McNeill Whistler un portrait de sa femme, Lady Eden. Une fois le portrait terminé, Eden et Whistler se sont disputés un juste prix avant que le différend ne se retrouve dans la presse, suivi d'une procédure judiciaire intentée par Eden à Paris en 1895. Alors qu'Eden gagne le procès, Whistler détruit le tableau et en 1899 publie Eden contre Whistler : Le baronnet et le papillon. Un Valentin avec un verdict.
William est décédé à Londres le 20 février 1915 et est remplacé par son fils aîné Timothy, qui vend Windlestone en 1936. William est enterré à l'origine au mausolée de Windlestone Hall, mais est ensuite réinhumé au cimetière de Sainte-Hélène en décembre 1984. Lady Eden est décédée en 1945.